# Stuart MacRae
Stuart MacRae (Inverness, 12 augustus 1976) is een Britse componist. Zijn stijl is enigszins vergelijkbaar met die van Igor Strawinski, Elliott Carter, Iannis Xenakis en Peter Maxwell Davies.

## Leven
Stuart MacRae studeerde aan de Durham University (1993-1997) bij Philip Cashian en Michael Zev Gorden en daarna bij Simon Bainbridge en Robert Saxton aan de Guildhall School of Music and Drama. In 1996 was hij finalist in een workshop voor jonge componisten. Al toen hij een twen was, vielen zijn composities op door hun originaliteit en expressiviteit, vandaar dat hij al snel opdrachten kreeg van diverse ensembles. MacRae was een van 1999 tot 2003 Composer-in-Association bij het BBC Scottish Symphony Orchestra. In 2001 was er een avondvullend programma met zijn werken op het Edinburgh Festival, gedirigeerd door de eveneens Schotse componist James MacMillan. 

MacRae heeft als hobby het maken van bergwandelingen.

## Belangrijke werken
Een selectie:
- (1997): The Witch’s Kiss; première door BBC Philharmonic onder leiding van Peter Maxwell Davies;
- (1998): Pianosonate
- (1999): Sleep at the Feet of Daphne, voor orkest;
- (2001): Vioolconcert; première Proms;
- (2002): Ancrene Wisse, voor koor;
- (2003): Motus, voor kamerensemble;
- (2005): Three Pictures voor orkest;
- (2006): The Assassin Tree, eerste opera.